# Флаг Джэксонвилла
Флаг Джэксонвилла — официальный символ города Джэксонвилл, штат Флорида, США. Верхняя половина полотнища белого цвета изображает коричневый силуэт Эндрю Джексона на коне, отражающий историю города, на фоне солнечных лучей, которые символизируют светлое будущее. На нижней половине оранжевого цвета находятся силуэт Джэксонвилла и округа Дувол с рекой Сент-Джонс, означающий единое правительство города и округа и большое значение реки, и надпись City of Jacksonville, Florida. Оранжевый цвет тесно связан с прозвищем Флориды «Солнечный штат».
Первый флаг города был создан Эдмундом Джексоном и принят в 1914 году. В 1975 году прошёл конкурс на новый флаг, в котором победил Дон Боузман. Городской совет Джэксонвилла утвердил второй флаг 24 февраля 1976 года.
В 2004 году Североамериканская вексиллологическая ассоциация поставила флаг Джэксонвилла на 38-е место в списке 150 лучших флагов городов США.